# 格雷琴·惠特默
格雷琴·惠特默或格蕾琴·惠特默，中文名魏美桂（1971年8月23日—），是美国民主党籍政治人物，现任密西根州州长。

## 生平
惠特默出生于密歇根州，毕业于密歇根州立大学法学院，获法律博士学位。惠特默於2001～2006年期間任密西根州眾議院議員職務，2006～2015年期间任密歇根州参议院議員，并在2011年起成為密西根州參議院第一位女性民主黨黨團領袖。
在2018年中期選舉，惠特默以53.31%對43.75% 击败共和黨的比爾·舒特当选密西根州州長，取得自1986年以來的普選票最大優勢。
在2022年中期選舉，惠特默以54.47%對43.94% 再次大敗共和黨對手都鐸·狄克遜順利連任。同時，密西根州民主黨在惠特默領導下取得歷史性的勝利，民主黨不但在州層級選舉中拿下了州務卿、州檢察長和2個州最高法院法官的職位，更自2008年以來首次贏得密西根州眾議院多數，自1984年以來首次贏得密西根州參議院多數。
2023年後，惠特默曾兩度率團訪問台灣，她是密歇根州首位在任內訪台的州長。

## 政策立場
惠特默視自己為進步派民主黨人，但注重於跨黨派治理和合作。

### 財政政策
惠特默在財政上比較穩健，標準普爾和惠譽國際都在其任內提升了密西根州的評級展望和信用評級。自上任以來，惠特默在密西根州政府屢次推動跨黨派的平衡預算案（Balanced Budget）, 償還了大量積累的州政府債務，并使州政府從財政赤字轉變為財政盈餘。惠特默在2018年上任州長後，她把大量財政盈餘投放到「預算穩定基金」上，使得該儲蓄應急基金的總額從2018年的10億美元上升到2024年的20億美元新高，并在2022年單年賺取超過7640萬美元的利息收入。
2024年7月24日，惠特默簽署跨黨派平衡預算法案，財政預算總額為825億美元，是其任內的第六份平衡預算案。預算強調今年州政府將著力保護公共安全、為工薪階級建造更多經濟適用房。同時，惠特默會向「預算穩定基金」再存入 5,000 萬美元，這將使到 2025 財年末應急基金的總額達到近 22 億美元。

### 稅收政策
惠特默立場上比較親商。2021年，惠特默簽署了跨黨派的小型企業減稅和救濟法案，援助受疫情影響的企業，同時為願意留在密西根州的企業提供稅收抵免。2023年，惠特默又簽署了10億美元稅收減免協議，法案擴大了所得稅抵免和廢除退休金稅，并設立5億美元的「戰略拓展與吸引基金」(SOAR)，用以激勵商業投資和製造商回流。2024年，惠密特簽署分階段減免老年人退休稅的法案，到2026年完全實行，新法預計將為 50 萬個有退休金收入的家庭平均節省 1,000 美元。

### 槍支管控
惠特默一直支持更嚴格的槍枝管控。在2023年密西根州立大學槍擊案發生後，惠特默借助2022年中期選舉取得了多數席位的州參眾議院通過了一項槍支暴力預防立法，內容包括購槍者的背景調查、授權法院暫時扣押危險人物槍枝、要求持槍者將槍支存放在上鎖的容器等。

### 兒童權利
在惠特默的領導下，儘管共和黨人認為禁止童婚是政府的越權行為，但州議會仍在2023年通過了禁止童婚的法案，限制結婚必須年滿 18 歲。使密西根州從少數幾個沒有法定最低結婚年齡的州之一，成為第十個禁止童婚的州。
2024年7月23日，惠特默提出了一項新的教育支出計劃，當中包括向5 歲以下兒童提供免費的早期教育中心、增加校內心理健康專業人員、延續一年為全州140 萬名學童提供免費早餐和午餐，預料每年為家長節省 850 美元和早上的時間等。

### 基建投資
2018年州長選舉時，惠特默就以「修復那該死的道路」(Fix the damn roads)為政綱，主張修復密西根州的基礎建設和道路。自惠特默上任州長以來，她推出了35 億美元的公路債券和其他融資計劃，并受到《基礎設施投資和就業法》資助，在2019到2022年修復了超過16,051.1 英里的道路和橋樑。惟該州近年受困新冠肺炎後的通脹加劇、建築成本上漲和工人短缺，導致修復公路資金不如以往充足，該州目前76% 的主要道路狀況良好或一般。

### 兩黨合作
惠密特較其他民主黨人強調跨黨派合作，例如在2024年美國總統選舉後，她就主張和特朗普合作，並在特朗普訪問該州時與其擁抱。通過兩黨合作和維持特朗普的關係，她成功說服保留了該州一個空軍基地，並得到聯邦政府承諾資助對抗五大湖入侵性物種的計劃。

## 家庭
- 前夫 Gary Shrewsbury，育有2个孩子。
- 丈夫 Marc Mallory，2011年结婚。